# ROCS Yueh Fei
Le ROCS Yueh Fei (en chinois traditionnel : 岳飛 ; pinyin : Yuè Fei) est une frégate de classe Cheng Kung de la Marine de la république de Chine.

## Caractéristiques
Le Yueh Fei est de classe Cheng Kung (virtuellement identique à la classe Oliver Hazard Perry de l'US Navy), soit un navire chargé des missions de reconnaissance et d'entraînement au combat.

## Construction
Le Yueh Fei est le quatrième exemplaire de la commande initiale de huit frégates de classe Cheng Kung, formalisée le 8 mai 1989.
Il a été réalisé sur un des chantiers navals de la société CSBC Corporation à partir du 5 septembre 1992, pour un lancement le 26 août 1994 et une mise en service en février 1996,.
Les sept premières frégates portent toutes le nom de généraux et guerriers chinois ; le Yueh Fei doit son nom à Yue Fei, général du XIIe siècle.

## Utilisation
Il est stationné à la base navale de Zuoying.

## Historique
Au début de l'année 2020, le Yueh Fei fait partie de la flotte Dunmu, accompagné par le navire auxiliaire-ravitailleur ROCS Pan Shi et la frégate ROCS Kang Ding. Lors d'une mission pour une formation aux Palaos à la mi-mars, la flotte embarque environ 750 personnes alors que la pandémie de Covid-19 se propage dans le monde depuis près de cinq mois, et depuis le mois de janvier 2020 à Taïwan. À son retour au port d'attache de Zuoying, une quarantaine est mise en place afin de respecter un délai de 30 jours depuis leur départ du territoire des Palaos, malgré l'absence de cas recensés sur l'archipel océanien. Alors qu'aucun d'entre eux ne présente de symptôme caractéristique, l'ensemble des passagers débarque le 15 avril. Néanmoins, trois cadets du Pan Shi sont diagnostiqués positifs le 18 avril, ce qui constitue les premiers cas au sein de l'Armée de la république de Chine. Après la détection de ces trois cas trois jours après ce débarquement, tous les passagers de la flotte Dunmu sont mis sous quarantaine et font l'objet d'un dépistage massif. 21 nouveaux cas du Pan Shi sont ainsi confirmés le lendemain,. La quarantaine formelle des passagers du Yueh Fei et du Kang Ding prend fin le 5 mai, aucun cas n'ayant été détecté parmi eux ; ceux du Pan Shi continuent quant à eux de faire l'objet d'un dépistage régulier, de nouveaux cas ayant été confirmés entre-temps.